# Etelä Riutushvärri
Etelä Riutushvärri är en kulle i Finland. Den ligger i Enare i landskapet Lappland, i den norra delen av landet, 1 000 km norr om huvudstaden Helsingfors. Toppen på Etelä Riutushvärri är 290 meter över havet.
Terrängen runt Etelä Riutushvärri är huvudsakligen platt, men österut är den kuperad.  Trakten runt Etelä Riutushvärri är nära nog obefolkad, med mindre än två invånare per kvadratkilometer.